# Uragan
Uraganul este un ciclon tropical cu viteză mare de deplasare (care atinge sau depășește 64 noduri = 118 km/oră) și care se manifestă în special în Marea Caraibelor. Prin generalizare, orice vânt care atinge sau depășește 12 grade pe scara Beaufort.